# 1598 no Brasil
Esta é uma cronologia dos fatos acontecimentos de ano 1598 no Brasil.

## Eventos
- Em andamento: Mandato de Francisco de Sousa como governador-geral do Brasil.
- Edificação do Forte dos Reis Magos, em Natal.

## Nascimentos
- Raposo Tavares, bandeirante (m. 1659).